# Девушки из Львова
«Девушки из Львова» (пол. Dziewczyny ze Lwowa) — польский комедийно-драматический телесериал, вышедший на экраны в сентябре 2015 года на канале TVP1. Авторы ленты называют её трагической комедией, которая «без прикрас и искажений показывает действительность польского и украинского обществ».
Телесериал получил большую популярность и вышел в лидеры польского телерынка. По статистическим данным он имеет зрительскую аудиторию в 3 миллиона 720 тысяч зрителей, что составляет примерно десятую часть от всего населения Польши.
На Украине премьера сериала состоялась 13 июня 2016 года под названием «Наши пани в Варшаве» на телеканале 1+1. Главных героинь в украинском дубляже озвучивали известные актрисы и телеведущие — Ольга Фреймут, Ольга Сумская, Людмила Барбир, Лилия Ребрик.

## Сюжет
Сериал описывает историю четырёх украинских девушек — Ульяны (Анна Горайская), Полины (Магдалена Врубель), Оли (Катажина Ухерская) и Светланы (Анна Мария Бучек), которые после потери работы во Львове уезжают в Варшаву, в поисках новой работы, лучшей жизни и новых перспектив для себя и близких, которых оставили на Украине. Девушки снимают общую комнату в заброшенном здании с господином Генри (Марьян Дзендзель), привлекательным мужчиной в возрасте, который не в ладах с законом.

## Отзывы
Режиссёр сериала Войцех Адамчик (Wojciech Adamczyk) так высказался о своей работе:
|  | Внезапно из государства эмигрантов Польша стала страной, которая притягивает иммигрантов с целью заработка. Польское общество должно освоиться и привыкнуть к такой новинке. Сериал будет не только историей о четырёх украинках в Польше, но и о поляках, как они ведут себя в роли работодателей и соседей. «Девушки из Львова» — это комедия об отношении поляков к приезжим. Стоит не забывать, что ситуации, показанные в сериале являются универсальными. Так же можно интерпретировать их на жизнь эмигрантов из Польши в Великобритании или мексиканцев в США. |

Кинокритик Тина Пересунько пишет:
|  | Выбранная тема говорит: украинцы — это просители, которые живут в суженном интеллектуально-культурном диапазоне и не могут самостоятельно достичь зрелости, они нуждаются в надзирателе и старшем помощнике. Так, как российское общество втягивают подобными мифами гибридной войны в советское прошлое, чтобы не дать реализоваться украинско-русскому партнёрству, так и польский зритель запросто скатывается в нишу тех времён, когда не господствовали лозунги «за нашу и вашу свободу». |